# Resolución 1380 del Consejo de Seguridad de las Naciones Unidas
La resolución 1380 del Consejo de Seguridad de las Naciones Unidas, se adoptó  unanimamaente el 27 de noviembre de 2001, tras reafirmar todas las resoluciones anteriores sobre el Sáhara Occidental, incluyendo la Resolución 1359 (2001), el Consejo prorrogó el mandato de la Misión de las Naciones Unidas para el Referéndum del Sáhara Occidental (MINURSO) hasta el 28 de febrero de 2002. 
La presencia de la MINURSO se amplió para permitir más tiempo para las propuestas sobre una solución de la cuestión por parte de James Baker con Marruecos y el Frente Polisario .  Se pidió al Secretario General Kofi Annan que informara al Consejo de los acontecimientos importantes a más tardar el 15 de enero de 2002 y que presentara una evaluación de la situación a más tardar el 18 de febrero de 2002.